# Fahrkunst

Werking van de fahrkunst

Een fahrkunst (letterlijke vertaling kunstladder) diende lange tijd als lift in een mijnschacht en is het resultaat van mijnbouwontwikkeling, zoals onder andere toegepast aan de Technische Universiteit van Clausthal.
Een fahrkunst wordt met een rad, meestal door waterkracht aangedreven, waarbij de draaibeweging in een op-en-neer beweging wordt omgezet. Hierbij bewegen twee stangen op en neer, afzonderlijk van elkaar naar boven en naar beneden. Door op een stijgende stang te stappen, wordt de passagier naar boven gebracht. Op het moment dat de stang stilstaat stapt men, net voor deze weer naar beneden gaat, over op de andere stang, die zojuist gezakt is naar het niveau waarop men op dat moment staat. Hierna herhalen zich deze stappen, zij het op een hoger niveau. Uiteraard geldt hetzelfde principe voor het afdalen in de mijn.
De laatste nog werkende fahrkunst bevindt zich in het Noorse Kongsberg, in het mijnmuseum dat zich in de plaatselijke zilvermijnen bevindt.

## Geschiedenis
De mijnen in de Oberharz hadden rond 1800 een diepte van 500 à 600 meter bereikt. Hiermee waren het de diepste mijnen ter wereld. Het afdalen van de mijnwerkers met ladders (fahrten genoemd in vaktaal) duurde echter lang. Vaak had een mijnwerker een uur nodig om naar beneden te gaan en twee uur om omhoog te komen. Samen met de lichamelijke belasting, waren deze arbeidsuren te duur. Soms bleven mijnwerkers beneden in de mijn om de moeite te besparen. 
Liften met kabels waren in deze dagen geen alternatief. De staalkabel was namelijk nog niet uitgevonden en daarmee waren kabels en touwen niet betrouwbaar.
Voor de aandrijving van pompen waren in de mijnen reeds stangen aanwezig, die zich op en neer bewogen. Georg Dörell zag als mijnopzichter hoe een van de arbeiders spijkers aan deze stangen had gemaakt om zo een makkelijker manier te hebben om te dalen en te stijgen. Dit idee zette Dörell, die als uitvinder wordt beschouwd, in 1833 om in een betere constructie van stangen met treden en handgrepen. Zeer snel verspreidde zich deze uitvinding. Niet alleen in de Oberharz, maar ook in Noorwegen en Engeland.

## Gevolgen
De gevolgen van deze uitvinding waren enorm. In plaats van de genoemde tijds- en lichamelijke belasting, kon een mijnwerker nu in ongeveer vijf minuten honderd meter overbruggen. Daarmee werd de weg vrijgemaakt om tot grotere dieptes door te dringen. De langste fahrkunst bereikte een diepte van 800 meter.
Tot het einde van de 19e eeuw bleef de fahrkunst een belangrijk apparaat in de mijnen. Na de uitvinding van de staalkabel, aan het einde van de eeuw, werd transport per lift mogelijk. In Clausthal werd reeds in 1880 een lift met staalkabels ingericht, maar de bestaande fahrkunst werd daar pas in 1920 verwijderd. Het wantrouwen van arbeiders in de kabels was namelijk nog lang zeer groot.

## Nadelen
Een nadeel van de fahrkunst was, dat het passeren van elkaar niet mogelijk is. De fahrkunst in de Keizer Wilhelm Schacht in Clausthal was voorzien van treden aan zowel de voor- als de achterzijde van de stangen, waarmee gelijktijdig gestegen als gedaald kon worden.

## Ongelukken
De fahrkunst was niet minder gevoelig voor ongelukken dan de eerder toegepaste fahrten (ladders). In de Samson Groeve in St. Andreasberg vielen sinds de invoering van de fahrkunst in 1837 zeven doden als gevolg van het gebruik ervan. In de Rosenhof Groeve brak in 1878 de fahrkunst, wat ook gebeurde in een zilvermijn bij Freiberg in 1880, met bij beide ongelukken als gevolg dat elf mijnwerkers stierven.
In Engeland gebeurde in de namiddag van 20 oktober 1919 een zwaar ongeluk in de Levant Kopenmijn en St Just in Cornwall. Meer dan 100 mijnwerkers gingen met de fahrkunst naar boven op het moment dat een metalen klem aan de bovenzijde van de stang brak en de stangen met treden naar beneden stortten. Hierbij kwamen 31 arbeiders om het leven. Hierna werd de fahrkunst niet meer gebruikt.

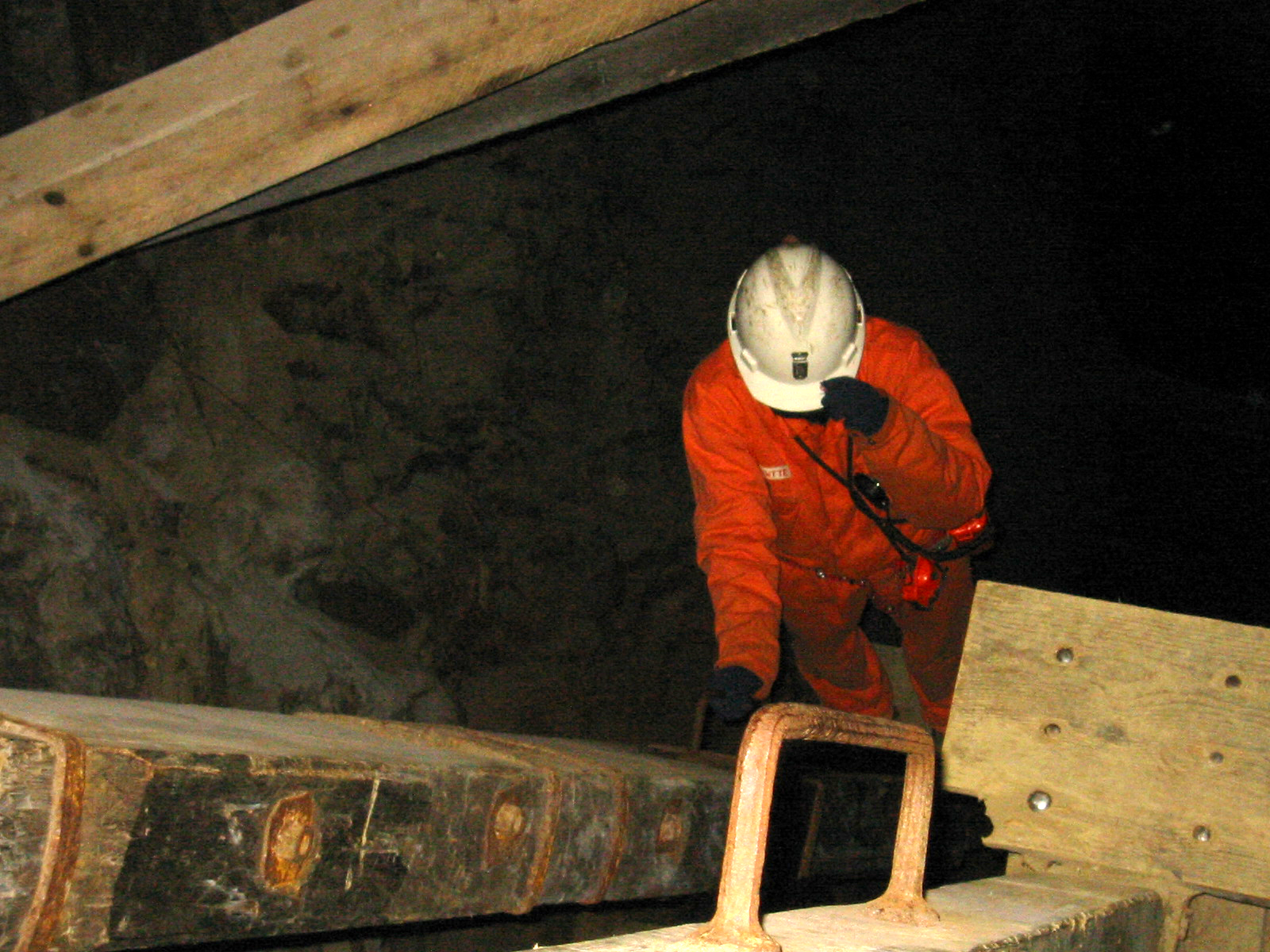
De fahrkunst van Kongsberg (N).
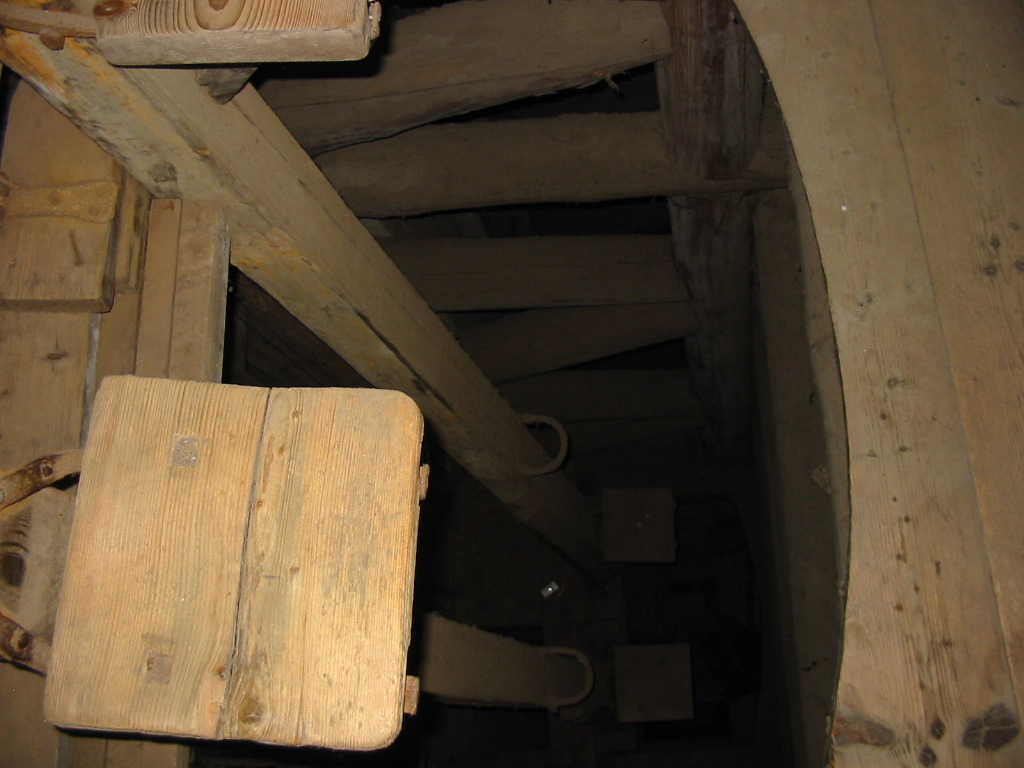
Een fahrkunst uit de 19e eeuw in het Oberharzer Bergwerksmuseum (rechtonderaan)
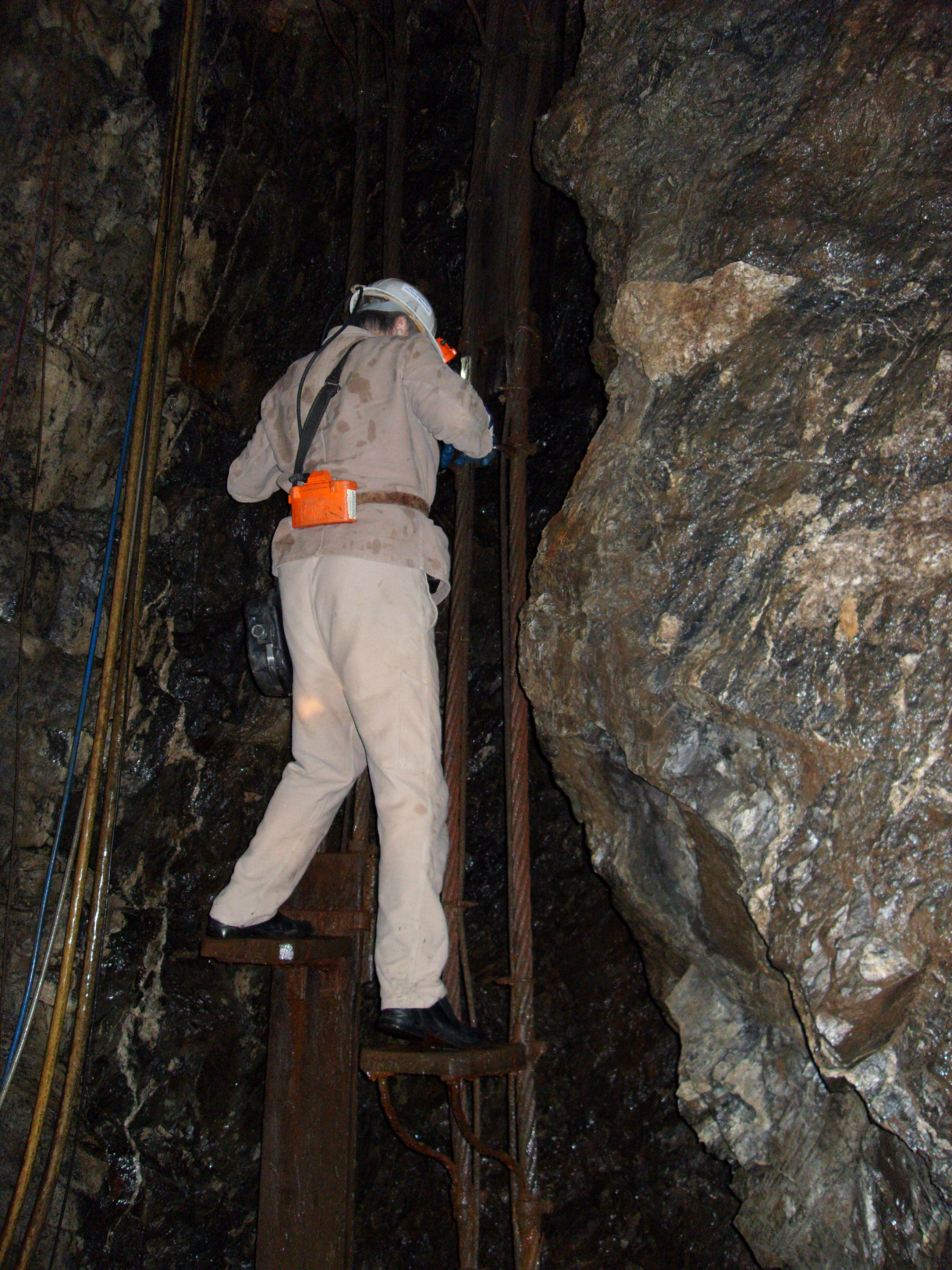
Mijnwerker bij het uitgaan van de Samson groeve